# FX Fighter
FX Fighter è una serie di videogiochi picchiaduro ad incontri sviluppata da Argonaut Games e pubblicata da GTE Entertainment. I due giochi della serie sono FX Fighter del 1995 per MS-DOS e una versione cancellata per Super Nintendo Entertainment System, e FX Fighter Turbo del 1996 per Windows 95.

## FX Fighter
FX Fighter fu pubblicato da GTE Entertainment il 24 giugno 1995. È uno dei primi picchiaduro in 3D per MS-DOS su CD-ROM. Versioni OEM di questo titolo hanno il supporto per l'accelerazione 3D, integrato con schede di accelerazione grafica come Diamond Monster 3D.
Il gioco dispone di 8 personaggi differenti, 8 arene, filmati, e 40 attacchi per ciascun combattente. Il giocatore seleziona un personaggio per affrontare 8 dei migliori lottatori dell'universo, per ottenere il titolo di guerriero più potente.

### Trama
Un guerriero alieno, Rygil, che pilota un pianeta simile alla Morte Nera obbliga gli abitanti di 8 differenti pianeti a partecipare ad un torneo per dichiarare chi sia il lottatore più forte dell'universo. In caso di rifiuto o di sconfitta nel torneo, il loro mondo verrà distrutto.

### Personaggi
- Ashraf - Un mistico monaco guerriero, il cui elemento è il vento.
- Cyben - Un guerriero robotico proveniente da un pianeta completamente artificiale e meccanico senza vita organica.
- Kiko - Amazzone proveniente da un pianeta con grandi foreste.
- Jake - Lottatore proveniente dalla Terra, che è divenuta oramai una metropoli tentacolare ed inquinata.
- Magnon - Un enorme golem fatto di pietra e lava proveniente da un pianeta vulcanico.
- Sheba - Una donna gatto proveniente da un lussureggiante pianeta naturale.
- Siren - Un essere magico a base d'acqua proveniente da un pianeta distrutto da enormi inondazioni. Uno degli ultimi della sua specie.
- Venam - Un enorme insetto simile a una mantide, il suo mondo verde è ricoperto da enormi alveari e abitazioni.

### Versione SNES
Una versione per Super Nintendo Entertainment System era stata mostrata in anteprima da GamePro e Nintendo Power si basava sul chip Super FX potenziato dal chip GSU-2 (o "Super FX 2") per offrire una grafica poligonale altrimenti irraggiungibile su SNES. Al Consumer Electronics Show dell'inverno 1995, GTE Entertainment e Nintendo annunciarono che avrebbero sviluppato e pubblicato il gioco insieme. Tuttavia, dopo che Nintendo decise di convertire Killer Instinct per SNES, la versione SNES di FX Fighter fu cancellata per evitare competizione tra i due giochi.

### Accoglienza
Per il lancio di FX Fighter, GTE Entertainment spedì 200.000 unità del gioco ai negozi e investi più di 2 milioni di dollari per la sua campagna commerciale.
Entertainment Weekly diede alla versione PC una A- e ha scritto che il gioco era buono come qualsiasi altro offerto sulle console casalinghe, ma ha osservato che giocare su uno schermo televisivo era meglio di uno schermo di computer.
Next Generation recensì la versione PC del gioco, valutandola 4 stelle su 5, e affermò che "Anche senza una grafica spettacolare, FX Fighter sarebbe migliore di Mortal Kombat II, e questo la dice lunga".

### In altri media
Un fumetto basato sul videogioco fu creato da Jim Lee della Wildstorm Productions, ed ospitato sul sito web della GTE Interactive Media.

## FX Fighter Turbo
FX Fighter Turbo è un sequel/versione aggiornata pubblicato per PC nel 1996 con nuovi personaggi, mosse, scenari, costumi, effetti speciali, partita in rete, e supporto a Microsoft Windows e al chip S3 Graphics. Come altri picchiaduro del tempo, questo gioco è stato influenzato da Mortal Kombat nell'utilizzo di fatality, una caratteristica non presente nel precedente gioco.